# مایکل شفر
مایکل شفر (انگلیسی: Michael Schaefer) تهیه‌کننده فیلم اهل آلمان است که به خاطر تهیه‌کنندگی فیلم مریخی (۲۰۱۵) شناخته می‌شود.

## حرفه
در ژوئیه ۲۰۱۲، شفر پس از ترک سامیت انترتینمنت، در کمپانی ریدلی اسکات به نام اسکات فری پروداکشنز استخدام شد.
در سال ۲۰۱۵، شفر تهیه‌کنندگی فیلم تخیلی مریخی را بر عهده داشت که با بازی مت دیمون و به کارگردانی اسکات بود. او یک نامزدی جایزه اسکار برای این فیلم برای بخش بهترین فیلم در هشتاد و هشتمین دوره جوایز اسکار در کنار سیمون کینبرگ، اسکات و مارک هافام به دست آورد.
در اکتبر ۲۰۱۶، اعلام شد که شفر کمپانی اسکات فری را ترک کرد و به کمپانی نیو ریجنسی به ریاست آرنان میلشان ملحق شد. در اکتبر ۲۰۲۳، اعلام شد که شفر پس از هفت سال از کمپانی نیو ریجنسی جدا می‌شود.